# York Castle Museum
Lo York Castle Museum è un museo di York, in Inghilterra, inaugurato nel 1938 ed ospitato nelle prigioni del castello cittadino. Il museo ospita una collezione dedicata alla cultura e al folclore della cittadina di Pickering.

## Caratteristiche
All'interno del museo sono ricostruiti una via vittoriana (la Kirkgate) completa di botteghe (tra cui quella di un fabbro, quella di un tipografo, ecc.), un cottage tipico delle brughiere della zona attorno a Pickering, una sala da pranzo del periodo di Giacomo I, la cella dove fu rinchiuso il bandito Dick Turpin, ecc. Ospita inoltre alcuni soprammobili risalenti all'inizio del XIX secolo.
Tra i pezzi pregiati della collezione, vi è il cosiddetto Elmo di York, portato alla luce nel 1982 e considerato il più pregevole tra i tre elmi di epoca anglosassone sinora rinvenuti.

## Storia
Il museo fu fondato nel 1938 da John Lamplugh Kirk e da John Bowes Morrell.
Kirk portò qui quanto da lui collezionato a partire dagli anni novanta del XIX secolo.
La sua collezione trovò inizialmente posto, a partire dagli anni venti del XX secolo, presso il Pickering Memorial Hall, ma viste le pessime condizioni dell'edificio, fu in seguito offerta da Kirk ad altre istituzioni museali.
Al nuovo museo creato nel 1938 fu aggiunta una nuova area nel 1952.
Nei suoi primi sessant'anni di vita, lo York Castle Museum fu visitato da 31 milioni di persone.